# 圣欧平修院 (昂热)

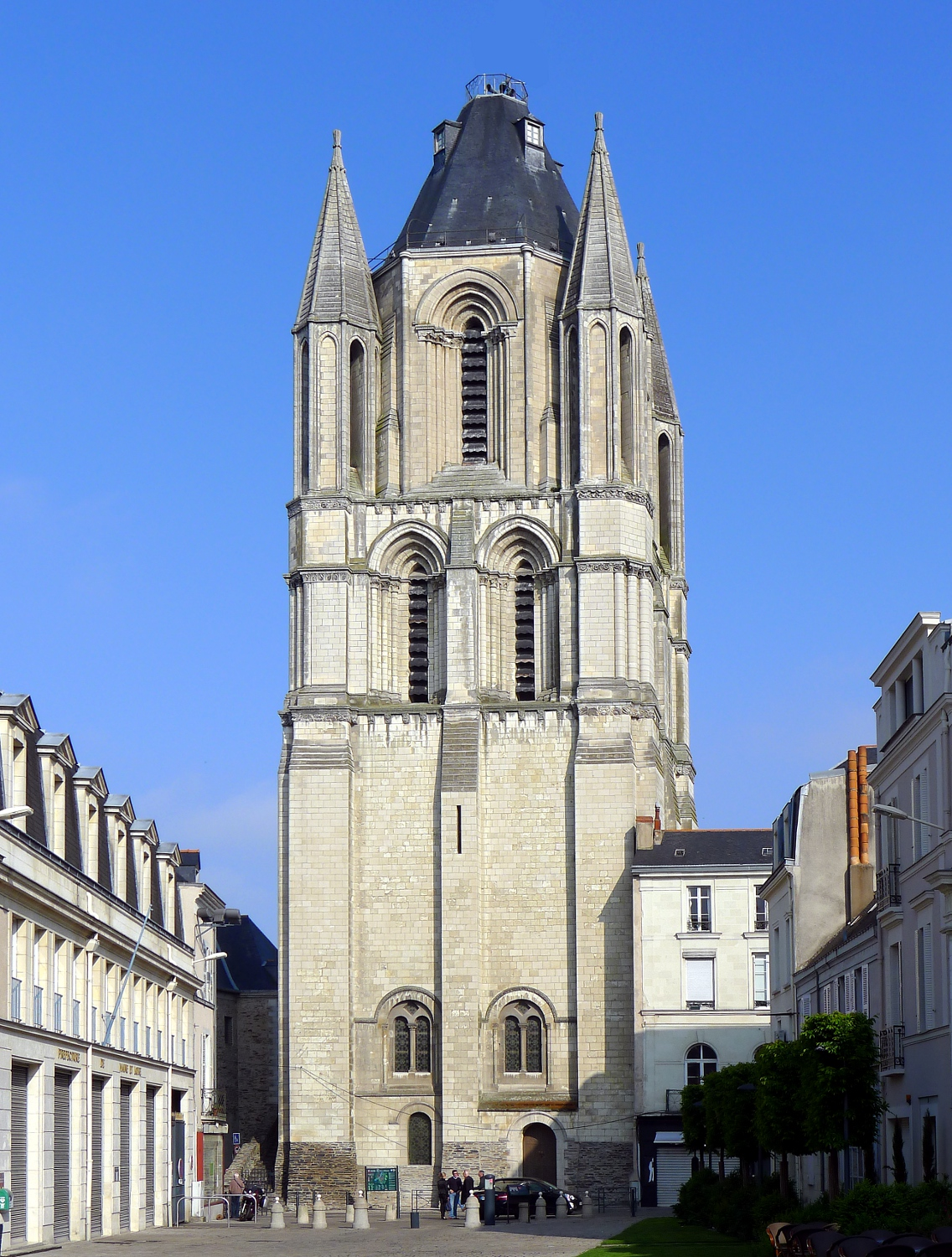
昂热圣欧平修院

圣欧平修院（法語：Abbaye Saint-Aubin d'Angers）是法国昂热的一座历史建筑，原为罗马天主教本笃会修道院，始建于6-7世纪，建于12-18世纪，罗马式和古典主义风格，法国大革命期间解散。

## 历史
该修院起源于6世纪圣欧平主教（529-550）的葬礼教堂。在6-7世纪，葬礼教堂周围形成了修道院。直到法国大革命期间修道院解散。
钟楼建于12世纪，高54米，为昂热的制高点。在19世纪，钟楼屋顶被毁。在20世纪上半叶，它改为工业的博物馆和气象台。今天用于举办临时艺术展览。
1862年，圣欧平钟楼被列为法国历史古迹。此后在1901年、1904年、1968年、2007年，全部建筑均列为法国历史古迹。